# Lisa Loven Kongsli
Lisa Loven Kongsli (Oslo, 23 settembre 1979) è un'attrice norvegese.

## Biografia
Kongsli ha debuttato come attrice nel 2008. Ha recitato nei film norvegesi Fatso (2008), Engelen (2009), Knerten (2009), Kompani Orheim (2012) e Løvekvinnen (2016), oltre che nelle serie televisive Hvaler (2010) e Okkupert (2015). 
Nel 2014 è stata, insieme a Johannes Bah Kuhnke, la co-protagonista del film Forza maggiore dello svedese Ruben Östlund, vincitore del premio della giuria nella sezione Un Certain Regard al 67º Festival di Cannes. La sua interpretazione della moglie Ebba le ha valso la candidatura al Guldbagge Award per la miglior attrice protagonista.
Nel 2017 è entrata a far parte del cast corale del DC Extended Universe nel ruolo dell'Amazzone Menalippe, interpretato in quello stesso anno nei film Wonder Woman di Patty Jenkins e Justice League di Zack Snyder.

## Filmografia

### Cinema
- 305, regia di Daniel e David Holechek (2008)
- Fatso, regia di Arild Fröhlich (2008)
- Engelen, regia di Margreth Olin (2009)
- Knerten, regia di Åsleik Engmark (2009)
- Kompani Orheim, regia di Arild Andresen (2012)
- Forza maggiore (Turist), regia di Ruben Östlund (2014)
- La donna leone (Løvekvinnen), regia di Vibeke Idsøe (2016)
- Wonder Woman, regia di Patty Jenkins (2017)
- Justice League, regia di Zack Snyder (2017)
- Zack Snyder's Justice League, regia di Zack Snyder (2021)

### Televisione
- Orkestergraven, regia di Alexander Eik - film TV (2009)
- Hvaler - serie TV, 10 episodi (2010)
- Buzz Aldrin, hvor ble det av deg i alt mylderet? - miniserie TV, 1 puntata (2011)
- Okkupert - serie TV, 6 episodi (2015)

## Riconoscimenti
- 2015 – Guldbagge Award[3]
  - Candidatura a miglior attrice protagonista, per Forza maggiore

## Doppiatrici italiane
Nelle versioni in italiano delle opere in cui ha recitato, Lisa Loven Kongsli è stata doppiata da:
- Chiara Colizzi in Forza maggiore, Wonder Woman